# تأثير آخر الليل
«تأثيرآخر الليل» يشير إلى ظاهرة أن إدراك الناس لجاذبية الآخرين يزيد كما يحصل في وقت لاحق من الليل، وقد صاغ هذه الملاحظة لأول مرة من قبل ميكي جيلي في أغنيته، «لا الفتيات جميع الحصول على أجمل في وقت الإغلاق» عام (1975) وفي وقت لاحق، لفتت إنتباه علماء النفس الاجتماعي الذين استخدموا الإختبارات العلمية لجمع الأدلة الداعمة للفكرة.

## تجربة أولى
وقد أجرى جيمس دبليو بينيبيكر وآخرون عام (1979)، أول تجربة تختبر هذه الملاحظة، باستخدام 52 ذكراً و 51 أنثى كمواضيع في ثلاثة حانات بالقرب من حرم جامعي، سأل المجربون الأفراد السؤال التالي: «على مقياس من 1 إلى 10، حيث يشير 1 إلى» غير جذابة«، 5 يشير إلى» متوسط«، و10 يشير إلى» جذابة للغاية«، كيف يمكن أن تقيم الأفراد من الجنس الآخر هنا هذه الليلة»، قام المجربون بإجراء هذا المسح في الساعة 9:00 مساءً، 10:30 مساءً وعند منتصف الليل، أظهرت النتائج أن إدراك الأفراد لجاذبية الناس في شريط زيادة في وقت لاحق قد حصلت.

## نظريه
حرية العودة إلى المنزل المحتملة مع شخص ما في شريط مهددة كما ليلة يقترب من نهايته، وفقا لنظرية رد الفعل (بريهم، 1966)، كما اقترح بينيبيكر وآخرون (1979) نظرية التنافر كتفسير، واقترح أنه مع تقدم الليل، يصبح الأفراد الذين يعتزمون المغادرة مع شخص ما أقوى، ومع ذلك ترك شريط مع شخص ما قد تجد غير جذابة من أسباب التنافر، وزيادة جاذبية المتصورة من رفيقة المحتملة.

## دراسات أخرى
بعد الدراسة الأولى التي أجراها بينيبيكر وآخرون في عام (1979)، وجدت نيدا وكوون (1983)، أدلة على تأثير وقت الإغلاق في بلد وبار غربي، لكنهما لم يجداه في حانة الحرم الجامعي، غلدو وديلاني (1990) وجدت أن الأفراد من الجنس الآخر أصبحت أكثر جاذبية كعامل من عوامل الزمن، ولكن الصور من الجنس الآخر لم يفعل ذلك، وجدوا أن المشاركين الذكور تصنيف الصور الأكثر جاذبية أعلى ولكن تقييمات الصور الأقل جاذبية انخفضت أيضا، وأظهرت الإناث أي تغييرات مع مرور الوقت في تصنيفات الصور من الذكور، وجدت مادى، سيمو، ديلوورث، وكيمبر (1996)، التأثير في ملهى ليلي بالقرب من الجامعة، ولكن فقط للمشاركين ليس في علاقة، وجادل أصحاب البلاغ بأن المشاركين غير المشتركين في علاقة ما فقط ينبغي أن يواجهوا تهديداً لاختيارهم رفيقهم، ولم يجد سبريشر وآخرون عام (1984) أثراً على وقت الإغلاق.

## تأثير الكحول
قام جونكو ويلر وتايلورعام (2010)، بقياس جاذبية المشاركين على مدار ليلة بينما كانوا يتحكمون أيضًا في تأثير استهلاك الكحول من خلال قياس محتوى الكحول في الدم مع جهاز التنفس في كل مرة يقيسون فيها تصورات الأفراد للجاذبية الجسدية، استخدموا BAC كوقت متغيرة متفاوتة في تصميم التدابير المتكررة، مع 87 مشاركًا في حانة على شاطئ البحر في سيدني، أستراليا في أربع ليالي متتالية السبت، بين الساعة 9 مساءً و12 صباحًا، ووجدوا أن كلا من التصورات من جاذبية وكذلك BAC زادت كعامل من عوامل الزمن، وخلصوا إلى أن BAC شرح جزءا كبيرا من الزيادة في جاذبية الجنس الآخر ولكن لا يزال هناك تأثير كبير بعد تعديل لBAC.

## تفسيرات أخرى ممكنة
وأحد التفسيرات الأخرى الممكنة عن سبب هذا التصور للجاذبية الأعلى هو «مجرد الألفة أو التعرض» (زاجونك، 1968)، وقد ينظر إلى المحفزات التي شوهدت من قبل بشكل أكثر إيجابية من المحفزات الجديدة، تفسير آخر يأتي من نظرية السلع (بروك، 1968)، وفقا لنظرية السلع الأساسية، كما يجد الناس زملاء في شريط وترك معهم، وهناك ندرة من الأفراد اليسار في شريط، هذه الندرة تزيد من استصواب وجاذبية ينظر من أولئك الذين تركوا في شريط.